# Jaroslav Kulhavý
Jaroslav Kulhavý (Ústí nad Orlicí, 8 gennaio 1985) è un mountain biker e ciclocrossista ceco, medaglia d'oro nel cross country ai Giochi olimpici di Londra 2012.

## Carriera
Jaroslav Kulhavý nel 2002 vince l'argento nel cross country e il bronzo nel team relay ai campionati europei juniores. L'anno successivo si aggiudica, sempre tra gli juniores, l'oro nel cross country ai Campionati europei di Graz, oltre a laurearsi campione del mondo di categoria nella medesima specialità. Nel 2004 debutta ai Giochi olimpici di Atene, nella prova di cross country, ma si ritira.
Durante la stagione 2007 è bronzo mondiale nel cross country tra gli Under-23, e argento a livello europeo; nella stessa stagione è anche campione nazionale ceco Elite di cross country (vincerà anche nel 2008 e nel 2010). L'anno successivo partecipa ai Giochi olimpici di Pechino classificandosi diciottesimo nel cross country. Parallelamente, nel ciclocross, tra il 2008 e il 2011 vince le gare internazionali di TOI TOI Cup a Holé Vrchy, Louny, Uničov e Mnichovo Hradiště.
Nel 2010 ottiene le prime medaglie mondiali Elite: vince infatti l'argento nel cross country, battuto dal solo José Antonio Hermida, e il bronzo con la squadra ceca nel team relay. Si laurea inoltre campione europeo Elite nel cross country a Haifa. L'anno dopo vince, sempre nel cross country, tre importanti titoli, la Coppa del mondo (con cinque vittorie parziali), i campionati del mondo a Champéry e i campionati europei a Dohnany, mentre ai campionati del mondo di marathon è argento alle spalle di Christoph Sauser.
Nel 2012 non ottiene successi in Coppa del mondo, ma conquista l'unico alloro che mancava al suo palmarès, il titolo olimpico: ai Giochi di Londra precede infatti Nino Schurter e Marco Aurelio Fontana nella prova del cross country, aggiudicandosi così la medaglia d'oro. Nelle tre stagioni seguenti non ottiene medaglie mondiali individuali nel cross country; nel 2014 è però campione del mondo di marathon a Pietermaritzburg e medaglia di bronzo nel team relay di cross country, mentre l'anno dopo è campione europeo di marathon.
Nel 2024 partecipa al Rally di Sardegna

## Palmarès

### MTB
- 2003

Campionati europei, Cross country Juniores
Campionati mondiali, Cross country Juniores
- 2007

Race Under the Sun, Cross country (Yermasogia)
1ª prova Czech MTB cup, Cross country (Kutná Hora)
Campionati cechi, Cross country Under-23
Campionati cechi, Cross country
- 2008

2ª prova Cyprus Sunshine Cup, Cross country (Macheras)
Campionati cechi, Cross country
- 2009

Grand Prix Dohnany, Cross country (Dohňany)
- 2010

Classifica generale 3ª prova Cyprus Sunshine Cup - Afxentia, Cross country (Macheras)
4ª prova Cyprus Sunshine Cup, Cross country (Amathous)
Kamptal Klassik, Cross country (Langenlois)
Classifica generale Bike Vysocina (Nové Město na Moravě)
Campionati cechi, Cross country marathon
Campionati europei, Cross country
Campionati cechi, Cross country
6ª prova Coppa del mondo, Cross country (Windham)
- 2011

Kamptal Klassik, Cross country (Langenlois)
2ª prova Coppa del mondo, Cross country (Dalby Forest)
4ª prova Coppa del mondo, Cross country (Mont-Sainte-Anne)
5ª prova Coppa del mondo, Cross country (Windham)
Campionati europei, Cross country
6ª prova Coppa del mondo, Cross country (Nové Město na Moravě)
7ª prova Coppa del mondo, Cross country (Val di Sole)
Classifica finale Coppa del mondo
Campionati del mondo, Cross country
- 2012

1ª prova Cyprus Sunshine Cup, Cross country (Voroklini)
Classifica generale 2ª prova Cyprus Sunshine Cup - Afxentia, Cross country (Macheras)
Kamptal Klassik, Cross country (Langenlois)
Giochi olimpici, Cross country
Roc d'Azur, Cross country marathon (Fréjus)
- 2013

1ª prova Cyprus Sunshine Cup, Cross country (Voroklini)
Classifica generale Cape Epic, Cross country marathon (con Christoph Sauser)
Ostravsky Chachar, Cross country (Ostrava)
6ª prova Coppa del mondo, Cross country (Hafjell)
- 2014

1ª prova Czech MTB cup, Cross country (Teplice)
2ª prova Czech MTB cup, Cross country (Bedřichov)
MTB Marathon Malevil Cup, Cross country marathon (Jablonné v Podještědí)
Campionati del mondo, Cross country marathon
Campionati cechi, Cross country
- 2015

1ª tappa Cape Epic, Cross country marathon (con Christoph Sauser)
2ª tappa Cape Epic, Cross country marathon (con Christoph Sauser)
3ª tappa Cape Epic, Cross country marathon (con Christoph Sauser)
5ª tappa Cape Epic, Cross country marathon (con Christoph Sauser)
6ª tappa Cape Epic, Cross country marathon (con Christoph Sauser)
Classifica generale Cape Epic, Cross country marathon (con Christoph Sauser)
Kamenjak Rocky Trails, Cross country (Premantura)
1ª prova Czech MTB cup, Cross country (Teplice)
Campionati europei, Cross country marathon
1ª prova Coppa del mondo, Cross country (Nové Město na Moravě)
4ª prova Czech MTB cup, Cross country (Bedřichov)
3ª prova Coppa del mondo, Cross country (Lenzerheide)
5ª prova Czech MTB cup, Cross country (Brno)
- 2016

4ª prova Czech Strabag MTB cup, Cross country (Brno)
Campionati cechi, Cross country
- 2017

Classifica generale 1ª prova Cyprus Sunshine Cup - Afxentia, Cross country (Macheras)
2ª tappa Cape Epic, Cross country marathon (con Christoph Sauser)
3ª tappa Cape Epic, Cross country marathon (con Christoph Sauser)
2ª prova Czech Strabag MTB cup, Cross country (Praga)
5ª prova Czech Strabag MTB cup, Cross country (Bedřichov)
Campionati cechi, Cross country
- 2018

Cape Epic
Praha
Brno
Zadov
Bedrichov
Campionati cechi, Cross country
- 2021

4 Islands Stage Race (Stage S1)
- 2022

Brasil Ride

### Cross
- 2001-2002

Campionati cechi, Prova Juniores
Aigle, Prova Juniores
- 2002-2003

Challenge Julien Cajot/GP Théo Mulheims, Juniores
Grand Prix Assurances de Axa Kayl/GP Muller & Fils, Juniores
Radquer Wetzikon, Juniores
Aigle, Prova Juniores
- 2008-2009

prova TOI TOI Cup (Holé Vrchy)
- 2009-2010

Stren
7ª prova TOI TOI Cup (Louny)
8ª prova TOI TOI Cup (Uničov)
- 2010-2011

7ª prova TOI TOI Cup (Mnichovo Hradiště)

### Strada
- 2016

2ª tappa Vysočina (Policka > Policka)

## Piazzamenti

### Competizioni mondiali
- Campionati del mondo di MTB

Lugano 2003 - Cross country Juniores: vincitore
Lugano 2003 - Team relay: 9º
Les Gets 2004 - Team relay: 7º
Fort William 2007 - Team relay: 6º
Fort William 2007 - Cross country Under-23: 3º
Val di Sole 2008 - Team relay: 5º
Val di Sole 2008 - Cross country Elite: 11º
Canberra 2009 - Team relay: 8º
Canberra 2009 - Cross country Elite: 9º
Mont-Sainte-Anne 2010 - Team relay: 3º
Mont-Sainte-Anne 2010 - Cross country Elite: 2º
Champéry 2011 - Team relay: 4º
Champéry 2011 - Cross country Elite: vincitore
Saalfelden 2012 - Cross country Elite: 13º
Pietermaritzburg 2013 - Cross country Elite: 5º
Hafjell 2014 - Team relay: 3º
Hafjell 2014 - Cross country Elite: 8º
Nové Město na Moravě 2016 - Cross country Elite: 2º
Nové Město na Moravě 2016 - Team relay: 2º
Cairns 2017 - Cross country Elite: 2º
Svizzera 2018 - Cross country Elite: 44º
Canada 2019 - Cross country Elite: 48º
- Campionati del mondo di MTB marathon

Montebelluna 2011 - Cross country marathon: 2º
Pietermaritzburg 2014 - Cross country marathon: vincitore
Singen 2017 - Cross country marathon: 5º
- Coppa del mondo

2010 - Cross country: 3º
2011 - Cross country: vincitore
2012 - Cross country: 3º
2013 - Cross country: 4º
2014 - Cross country: 30º
2015 - Cross country: 3º
2016 - Cross country: 15º
2017 - Cross country: 13º
- Giochi olimpici

Atene 2004 - Cross country: ritirato
Pechino 2008 - Cross country: 18º
Londra 2012 - Cross country: vincitore
Rio de Janeiro 2016 - Cross country: 2º
- Campionati del mondo di ciclocross

Heusden-Zolder 2002 - Juniores: 4º
Monopoli 2003 - Juniores: 11º

### Competizioni europee
- Campionati europei di mountain bike

Zurigo 2002 - Cross-Country Juniores: 2°
Graz 2003 - Cross-Country Juniores: vincitore
Turchia 2007 - Cross-Country Under-23: 2°
Haifa 2010 - Cross-Country Elite: vincitore
Dohnany 2011 - Cross-Country Elite: vincitore
Mosca 2012 - Cross-Country Elite: 5°
Irlanda 2014 - Marathon Elite: 2°
Germania 2015 - Marathon Elite: vincitore
Italia 2015 - XC Team Relay: 3°
Repubblica ceca 2022 - Marathon Elite: 3°